# Nocera Inferiore Mercato
Nocera Inferiore Mercato (wł. Stazione di Nocera Inferiore Mercato) – przystanek kolejowy w Nocera Inferiore, w prowincji Salerno, w regionie Kampania, we Włoszech. Położona jest na linii Nocera Inferiore – Mercato San Severino. Składa się z jednego toru i nieczynnego budynku, a swoją nazwę zawdzięcza rynkowi, który znajduje się w pobliżu.
Według klasyfikacji RFI ma kategorię brązową.

## Historia
Powstanie przystanku było ważne ze względu na bliskość rynku w Nocera Inferiore oraz stadionu.
Przystanek był w eksploatacji do 1980 roku, kiedy z powodu trzęsienia ziemi w Irpinia zawieszono wszystkie połączenia do Avellino i Benevento. Po przebudowie ruch został przejęty przez transport drogowy. Przystanek został reaktywowany w lecie 1998 roku w ramach usługi zwanej Circumsalernitana.

## Linie kolejowe
- Nocera Inferiore – Mercato San Severino